# Militärflugplatz Alverca

i8
i11
i13
Der Militärflugplatz Alverca befindet sich rund 20 Kilometer nordöstlich der portugiesischen Hauptstadt Lissabon, südöstlich der Gemeinde Alverca, am Ufer des Tejo.

## Geschichte
Die Militärbasis wurde 1919 eröffnet und war der erste Flugplatz und Standort der „Grupo Independente de Aviação de Bombardeamento“ (GIAB). Seit 1950 hat er die offizielle militärische Bezeichnung „Base Aérea Nº 8“. Bis zur Eröffnung des Flughafens Lissabon-Portela im Jahre 1942 war er der einzige Flugplatz im Raum Lissabon, der für Linienflüge genutzt wurde; zu dieser Zeit war er unter dem Namen „Campo Internacional de Aterragem“ bekannt.
Der Flugplatz ist bis heute Werksflugplatz des 1918 gegründeten Unternehmens „Indústria Aeronáutica de Portugal, S.A.“ (OGMA), einem Hersteller und Wartungsunternehmen von Luftfahrtkomponenten. OGMA errichtete dort 1926 den ersten Hangar und betreibt heute ein Servicecenter für zivile und militärische Fluggeräte der Firmen Embraer, Lockheed und Eurocopter sowie für Triebwerke von Rolls-Royce.
Der Flugplatz entspricht den Vorgaben nach ICAO-Annex 14 sowie der NATO-Standards und verfügt über einen Precision Approach Path Indicator (PAPI) sowie über High Intensity Runway Lights (HIRL).
Am Flugplatz befindet sich das Luftwaffenmuseum „Museu do Ar-Pólo Alverca“. Ein weiteres Museum der Força Aérea Portuguesa (FAP) befindet sich in Sintra.